# Federico Bahamontes
Federico Martin Bahamontes (født 9. juli 1928, død 8. august 2023) var en spansk professionel cykelrytter.

## Biografi
Bahamontes blev født i Santo Domingo-Caudillo (Toledo).
Han var berømt som en bjergspecialist og havde kælenavnet Ørnen fra Toledo. Han vandt Tour de France i 1959 og Tourens bjergtrøje seks gange (1954, 1958, 1959, 1962, 1963, 1964). Han opnåede desuden en samlet anden- og tredjeplads i hhv. 1963 og 1964.
Han fik også en andenplads i Vuelta a España i 1957 og vandt bjergkonkurrencen både det år og det næste, 1958, hvor han fik en samlet 6. plads. I Giro d'Italia vandt han bjergkonkurrencen i 1956.
I begyndelsen af 1959-udgaven af Touren var der ikke mange, der troede, at Bahamontes kunne løbe med den samlede sejr, men han drog fordel af et tidligt udbrud på en etape i Pyrenæerne. Derefter vandt han en bjergenkeltstart, der gik til Puy-de-Dôme. I Alperne var han i udbrud med en anden berømt klatrer, Charly Gaul, på etapen til Grenoble, og han udvidede sit forspring, og selvom de franske ryttere Jacques Anquetil og Henri Anglade senere formindskede deres tidstab var Bahamontes sejr aldrig senere i fare. Han vandt med lige over fire minutter til Anglade og tog som tidligere nævnt samtidig også en sejr i bjergkonkurrencen.
I 1963 og 1964 tog Anquetil en slags hævn over Bahamontes og hensatte ham til andenpladsen i 1963. Det år gjorde både Bahamontes og Anquetil det fint i Alperne; efter en etape var de samlet etter og toer med kun tre sekunder imellem dem. Men spanierens anstregelser for at bevare sin føring i bjergkonkurrencen gav bagslag: Bahamontes kunne ikke køre væk fra Anquetil på etapen til Chamonix, og Anquetils sejr i den sidste tidskørsel sikrede ham hans fjerde toursejr; Bahamontes var 3:35 bagud. Året efter vandt Anquetil sin femte og sidste sejr. Bahamontes var 4:44 efter på tredjepladsen, mens Raymond Poulidor blev toer.
Bahamontes havde dog den tilfredsstillelse, at han vandt sin sjette sejr i bjergkonkurrencen og desuden to etapesejre (så han i alt nåede at vinde 7).